# Klementia af Ungarn
Klementia af Ungarn ( fransk: Clémence; 1293–13 oktober 1328) var dronning af Frankrig og Navarra som Ludvig 10.'s anden hustru.

## Liv
Klementia var datter af Karl Martel af Anjou, den titulære konge af Ungarn (1290-95) og Klementia af Østrig. Begge forældre døde i hendes tidlige barndom, og Maria af Ungarn, Klementias farmor, opdrog hende. Familien gjorde krav på Ungarn gennem Maria, og selv om Klementia blev født og voksede op i Napoli, blev hun betragtet som en ungarsk prinsesse.

### Dronning
Da Filip 4. af Frankrig døde, blev hans ældste søn, Ludvig 1. af Navarra, konge af Frankrig. Ludvigs' kone Margrete havde været fængslet i Château Gaillard siden 1314, efter at han blev fundet skyldig i utroskab af kong Filip på vidnesbyrd fra blandt andet Ludvigss søster Isabella af Frankrig. Da der ikke havde været nogen formel annullering af ægteskabet, blev Margrete teknisk set dronning, da Ludvig besteg tronen efter Filips død, skønt hun blev forblev indespærret. I 1315 døde dronningen, angiveligt kvalt eller på anden måde myrdet for at gøre det muligt for hendes mand at gifte sig igen. Ludvig valgte Klementia, og de blev gift den 19. august 1315; hun blev kronet som dronning i Reims den 24. august.
Louis døde i juni 1316 og efterlod Klementia flere måneder gravid. Ludvigs bror Filip blev regent og afviste rettighederne for Klementias stedatter Johanne 2. af Navarra, der var for ung og ved hvis faderskab der blev stillet spørgsmålstegn; og af Klementia selv, der blev betragtet som uegnet som regent. Hun fødte en søn ved navn Johan i november 1316. Konge fra det øjeblik, han blev født, levede han kun i fem dage, hvorefter tronen blev overtaget af hans onkel, der nu blev Philip 5. Klementia og Filip kom i strid, og han nægtede at betale hende den indkomst, som Ludvig havde lovet hende. Hun skrev gentagne gange til pave Johannes 22. og til sin familie for at få hjælp.

### Senere liv
Hun forlod derefter det franske hof til fordel for Aix-en-Provence, hvor hun forblev indtil 1321, da hun vendte tilbage til Paris. Hun deltog aktivt i hoflivet i Paris og ejede tretten godser omkring Paris og i Normandiet. I 1326 bestilte hun et gravmonument til sin oldefar, Karl I, bror til Louis 9 . Hun ejede Peterborough Psalter og hun sendte sandsynligvis Elizabeth af Ungarnds relikvieskrin, nu på The Cloisters, en filial af Metropolitan Museum of Art, til sin svigerinde i Buda. Med støtte og gaver forsøgte hun at styrke sin Anjou-slægts og sin mands omdømme i Paris.
Ved hendes død den 13. oktober 1328, i en alder af 35, blev hendes besiddelser solgt. Hun blev begravet den 15. oktober i den nu nedrevne kirke i Jakobinerklostret i Paris, og hendes grav er nu i Klosterkirken Saint Denis.

## I fiktion
Klementia er portrætteret i Jernkongen og Den kvalte dronning, to romaner fra 1955 i Maurice Druons Les Rois maudits (De usalige konger) en række historiske romaner. Hun er blevet portrætteret i de to franske miniserier, der er blevet produceret med forlæg i De usalige konger. I 1972-udgaven blev hun spillet af Monique Lejeune og i 2005-udgaven af af Serena Autieri.  